# Medalla commemorativa de la Campanya d'Indoxina
La medalla commemorativa de la campanya d'Indoxina (francès: médaille commémorative de la campagne d'Indochine) és una condecoració militar francesa. Aquest premi pretén distingir els soldats que van participar en operacions a Indoxina entre16 d'agost de 1945i el11 d'agost de 1954.

## Història
La medalla commemorativa de la campanya d'Indoxina va ser creada pel Decret núm. 53-722 de l'1 d'agost de 1953. Era concedida a:
- els militars dels tres exèrcits que van participar durant almenys 90 dies a la campanya d'Indoxina entre el 16 d'agost de 1945i l'11 d'agost de 1954.[2] (per a aquells que havien resultat ferits o havien estat citats durant aquesta campanya no es requeria el període de 90 dies)[3]
- el personal civil, de la marina mercant i l'aviació civil que haguessin passat 90 dies (consecutius o no) entre el 16 d'agost de 1945 i l'11 d'agost de 1954, en el transport de tropes o material militar a Indoxina.[3]

## Característiques
- Medalla : una medalla de bronze de 36 mm, té a l'anvers una naja de set caps que sosté un cartutx que porta la inscripció en majúscules Indochine (INDOXINA) sobre la qual descansa un elefant de tres caps amb en exerg, la inscripció republique française ("REPÚBLICA FRANCESA"). Al revers, trobem la inscripció Corps expéditionnaire français en extrême-orient ("COS EXPEDICIONARI FRANCÉS DE L'ORIENT EXTREM") envoltat d'una corona de fulles de roure i llorer. La fiança d'aquesta decoració està formada per un drac que es retorça .
- Cinta: de 38 mm d'ample, la cinta està formada per set franges verticals de 5mm d'ample, 4 grogues i 7 verdes, amb una vora verda als costats de 1,5mm[3]

El disseny d'aquesta medalla fusiona el motiu de l'elefant tricèfal dels ordes de Laos de l'Milió d'Efenfants i del Parasol Blanc i de l'orde colonial del drac d'Annam.